# Путное
Путное — озеро в правобережье Межы на юго-западе Тверской области России. Располагается в Западно-Двинской низине на территории Западнодвинского района. Принадлежит бассейну Западной Двины.
Уровень уреза воды в озере находится на высоте 168 м над уровнем моря. Площадь водной поверхности — 1,1 км². Длина береговой линии — 5,7 км. На севере и юге в озеро впадает несколько небольших водотоков. С северо-западной стороны впадает река Борсовка из озера Верх. Сток идёт на юго-запад по реке Храпка, впадающей в озеро Высочерт.